# Mordon Malitoli
Mordon Malitoli (né le 5 août 1968 à Mufulira en Zambie) est un joueur de football international zambien, qui évoluait au poste de défenseur.
Son frère, Kenneth, était également footballeur.

## Biographie

### Carrière en club
Avec le club de Nkana, il remporte sept championnats de Zambie et cinq Coupes de Zambie, et joue une finale de Coupe des clubs champions, perdue face à la JS Kabylie.

### Carrière en sélection
Avec l'équipe de Zambie, il joue 35 matchs (pour deux buts inscrits) entre 1988 et 1998[réf. nécessaire]. 
Il figure dans le groupe des sélectionnés lors des Coupes d'Afrique des nations de 1994, de 1996 et de 1998. La sélection zambienne atteint la finale de la compétition en 1994, en étant battu par le Nigeria.
Il joue également 11 matchs comptant pour les tours préliminaires de la coupe du monde, lors des éditions 1990, 1994 et 1998.

## Palmarès
| Nkana - Championnat de Zambie (7) : - Champion : 1985, 1986, 1988, 1989, 1990, 1992 et 1993. - Coupe de Zambie (5) : - Vainqueur : 1986, 1989, 1991, 1992 et 1993. - Coupe des clubs champions : - Finaliste : 1990. |  | Zambie - Coupe d'Afrique des nations : - Finaliste : 1994. |